# Elin Andersdotter
Elin Andersdotter, död 1569, var en svensk hovmästarinna. Hon var hovmästarinna åt drottning Karin Månsdotter. Hon avrättades som en av huvudaktörerna i en konspiration med syfte att frita och återinsätta den avsatte Erik XIV. 
Elin Andersdotter nämns som en del av Karin Månsdotters tjänarstab under år 1566. Hon var uppenbarligen änka efter en Gerdt Svärdfejare från Vadstena. Vid någon tidpunkt gifte hon om sig med en man vid namn Hans Andersson. Hon beskrivs som lojal, och då Karin Månsdotter blev drottning 1568 blev Elin Andersdotter hovmästarinna för drottningens hovstat, som då upprättades av hennes förra tjänare och som inkluderade bland annat en livvakt på sex drabanter. Hon mottog även privata gåvor av Karin. Tjänsten som hovmästarinna var ovanlig för en icke adlig person. Det finns en motstridande uppgift om att Margareta Birgersdotter (Grip) skulle ha varit Karins hovmästarinna, men den uppgiftens ursprung är okänd. Karin Månsdotter hade också en betydligt mindre hovstat än kungens systrar, som hade en hovstat på 67 personer, och hon tycks inte ha haft några adliga hovdamer. Hennes sekreterare Thomas Jackobsson var till exempel hennes släkting. Samma år avsattes Erik XIV och fängslades med Karin Månsdotter. 
Sommaren 1569 avslöjades den allvarligaste konspirationen med syfte att frita och återuppsätta den fängslade Erik XIV (Konspirationen 1569). Konspirationens plan var att skeppshövitsmannen Per Larsson skulle attackera Stockholm och att Erik XIV skulle kunna fly från det överrumplade slottet under uppståndelsen. Medlemmarna i konspirationen bestod till stor del av personer ur Eriks hovpersonal; Karin Månsdotters sekreterare Thomas Jakobsson och hovmästarinna Elin Andersdotter, skeppshövitsmännen Per Larsson och Frans Klementsson, Eriks förre kaplan Jon, Per Pålsson och Andersdotters man Hans Andersson. De hade hållit möten i Jakobssons hem och Jakobsson hade sedan skött brevväxlingen med Erik XIV, som varit medveten om planen. Det är inte känt om Karin Månsdotter kände till det hela. 
Elin Andersdotter var tillsammans med Thomas Jakobsson de två ledarna för konspirationen. Andersdotter hade bland annat skött finansieringen av hela företaget. Hon utsattes för förhör där man utlovade benådning om hon avslöjade var Erik XIV hade gömt undan sin skatt, något som Johan III var övertygad om att denne hade gjort, men hon avslöjade inget. Elin Andersdotter dömdes till döden som skyldig till konspiration och avrättades jämsides med Thomas Jakobsson som komplottens huvudaktörer.         